# Seznam slovenskih logikov
Seznam slovenskih logikov.

## B
- Vladimir Batagelj
- Viktor Bežek
- Ivan Boh
- Janez Bregant

## C
- Borut Cerkovnik

## D
- (Simon Dolar)

## H
- Izidor Hafner
- Mirko Hribar

## J
- Janez Janžekovič
- Frane Jerman

## K
- Josip Križan

## M
- Mihael Markič
- Olga Markič
- Nenad Miščević
- Valter Motaln

## O
- Karel Ozvald

## P
- Robert Petkovšek
- Andreja Prijatelj
- Niko Prijatelj

## R
- Mihajlo Rostohar

## Š
- Jelica Šumič-Riha
- Danilo Šuster

## U
- Andrej Ule
- Marko Uršič